# コータウン伯爵
コータウン伯爵（英: Earl of Courtown）はイギリスの伯爵、貴族。アイルランド貴族爵位。1762年にジェイムズ・ストップフォードが叙されたことを発端とする。

## 歴史

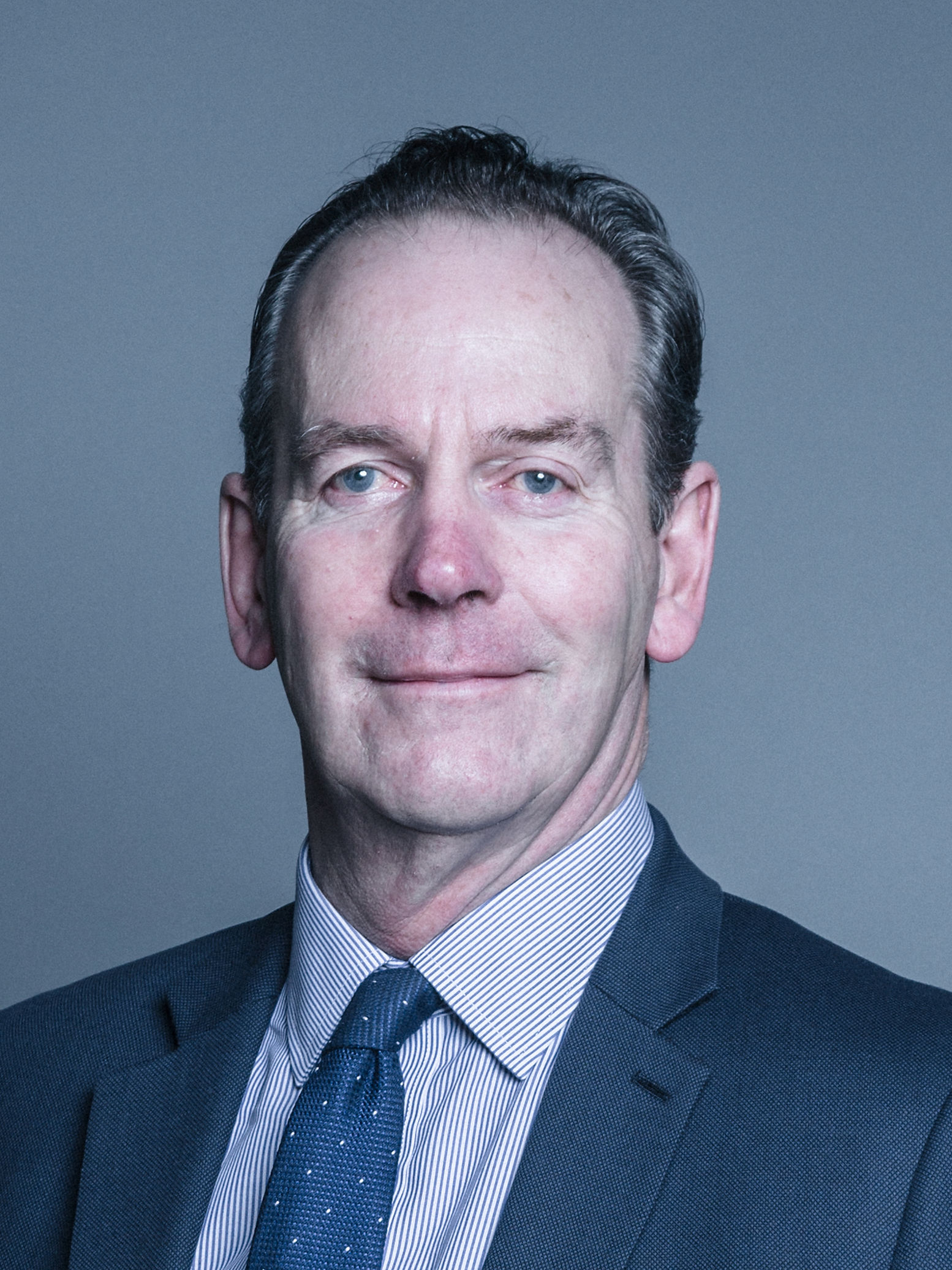
現当主である9代伯ジェームズ。メイ政権以降、現職の国王親衛隊隊長。

ストップフォード家は元来、チェシャー州マクルズフィールド近郊に位置するソルターズフォードに住む封建領主であったといわれており、その歴史はノルマンコンケスト期以前のニコラス・ストックポート(Nicholas de Stochport、生没年不明)にまで遡ることができる旧家である。
その一族のジェームズ・ストップフォード(生没年未詳)がイングランド内戦期にアイルランドに渡り、同島各地に領地を得た。その子孫が土着したことがアングロ=アイリッシュ系コータウン伯爵家につながる。
伯爵家の祖ジェームズ・ストップフォード(1700-1770)は、父の基盤を受け継いでフェトアード選挙区選出の庶民院議員を務めたのち、1758年にアイルランド貴族爵位のウェックスフォード県のコータウン男爵(Baron Courtown, in the County of Wexford)に叙された。さらに1762年にはコータウン伯爵(Earl of Courtown)及びストップフォード子爵(Viscount Stopford)に陛爵した。
2代伯ジェームズ(1731-1810)はトーリー党の政治家で、ピット内閣では王室会計長官を務めた。彼はその後の1796年にグレートブリテン貴族としてチェスター王権伯領ソルターズフォードにおけるソルターズフォード男爵(Baron Saltersford, of Saltersford in the County Palatine of Chester)に叙されたため、以降ストップフォード家は貴族院に自動的に議席を得ることとなる。    
3代伯ジェイムズ(1765-1835)も父と同様に王室会計長官を務め、同職を3度にわたって歴任している。 
そのひ孫にあたる6代伯ジェームズ(1853-1933)は1901年から20年以上にわたってウェックスフォード県統監を務めた。彼以降もその直系男子によって承継がなされ続けている。 
現当主である9代伯ジェームズ(1954-)は保守党の政治家として活動しており、1999年の貴族院法制定以降も貴族院に籍を置く92人の世襲貴族の一人である。 
また彼は第1次メイ内閣より貴族院における与党院内副幹事及び国王親衛隊隊長を務めており、2019年現在もその職責にある。 
一族のかつての邸宅は、ウェックスフォード県ゴーリーの近郊のコータウンハウス。 

## 現当主の保有爵位
現当主である第9代コータウン伯爵ジェームズ・パトリック・モンタギュー・バーゴイン・ウィンスロップ・ストップフォードは、以下の爵位を有している。
- 第9代コータウン伯爵(9th Earl of Courtown)
(1762年4月12日の勅許状によるアイルランド貴族爵位)
- 第9代ストップフォード子爵(9th Viscount Stopford)
(1762年4月12日の勅許状によるアイルランド貴族爵位)
- 第9代ウェックスフォード県のコータウン男爵(9th Baron Courtown in the County of Wexford)
(1758年9月19日の勅許状によるアイルランド貴族爵位)
- 第8代チェスター王権伯領におけるソルターズフォードのソルターズフォード男爵(8th Baron Saltersford of Saltersford in the County Palatine of Chester)
(1796年6月7日の勅許状によるグレートブリテン貴族爵位)

## コータウン伯爵（1762年）
- 初代コータウン伯爵ジェームズ・ストップフォード （1700–1770）
- 第2代コータウン伯爵ジェームズ・ストップフォード （1731-1810）
- 第3代コータウン伯爵ジェームズ・ジョージ・ストップフォード （1765–1835）
- 第4代コータウン伯爵ジェームズ・トーマス・ストップフォード（英語版） （1794–1858）
- 第5代コータウン伯爵ジェームズ・ジョージ・ヘンリー・ストップフォード （1823–1914）
- 第6代コータウン伯爵ジェームズ・ウォルター・ミルズ・ストップフォード（1853-1933）
- 第7代コータウン伯爵ジェームズ・リチャード・ネヴィル・ストップフォード （1877–1957）
- 第8代コータウン伯爵ジェームズ・モンタギュー・バーゴイン・ストップフォード （1908–1975）
- 第9代コータウン伯爵ジェームズ・パトリック・モンタギュー・バーゴイン・ウィンスロップ・ストップフォード（英語版） （1954-）

法定推定相続人は、現当主の息子ストップフォード子爵(儀礼称号)ジェームズ・リチャード・イアン・モンタギュー・ストップフォード（1988-）。 

### 註釈
1. ↑  彼はダブリン市街、ミース県、ウェックスフォード県、ウェストミース県、カーロウ県、キルケニー県及びケリー県の各地に地所を得たという[1]。
2. ↑  上述のアイルランド島各地に地所を得たジェームズ・ストップフォードとは別人物。